# Turbay T-3
Pour les articles homonymes, voir Turbay.
Dimensions
Le Turbay T-3A était un avion bimoteur de transport léger de sept places qui apparut dans les années 1960. Un seul exemplaire fut construit.

## Conception et développement
En 1957, l'ingénieur aéronautique argentin Alfredo Turbay commença à travailler sur un bimoteur de transport utilitaire léger capable de décollages et atterrissages courts. Le Turbay T-3A sortit d'usine en 1961 à Buenos Aires,.
Le T-3A est un avion à ailes basses totalement fait de métal. Il est tracté par deux Lycoming O-360-A1D de 130 kW soit 180 hp qui font tourner des hélices bipales. L'avion possède aussi un train d'atterrissage tricycle rétractable.
Alfredo Turbay effectue plusieurs tests lors du premier vol de l'avion le 8 décembre 1964. À la suite de ces tests, diverses modifications sont prévues pour la version de série, notamment une remotorisation avec des Lycoming ou Continental de 190 à 260 kW, soit 250 à 350 hp, censée améliorer le rendement. Ces avions ne seront jamais fabriqués et le prototype T-3B ne sera jamais complété.